# Produktionsgenossenschaft des Handwerks

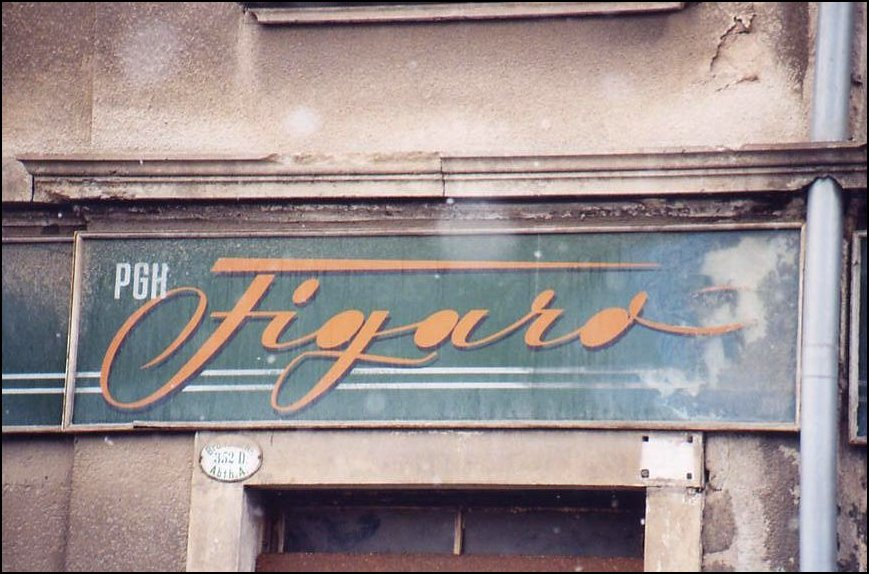
Firmenschild einer ehemaligen PGH (Friseursalon)

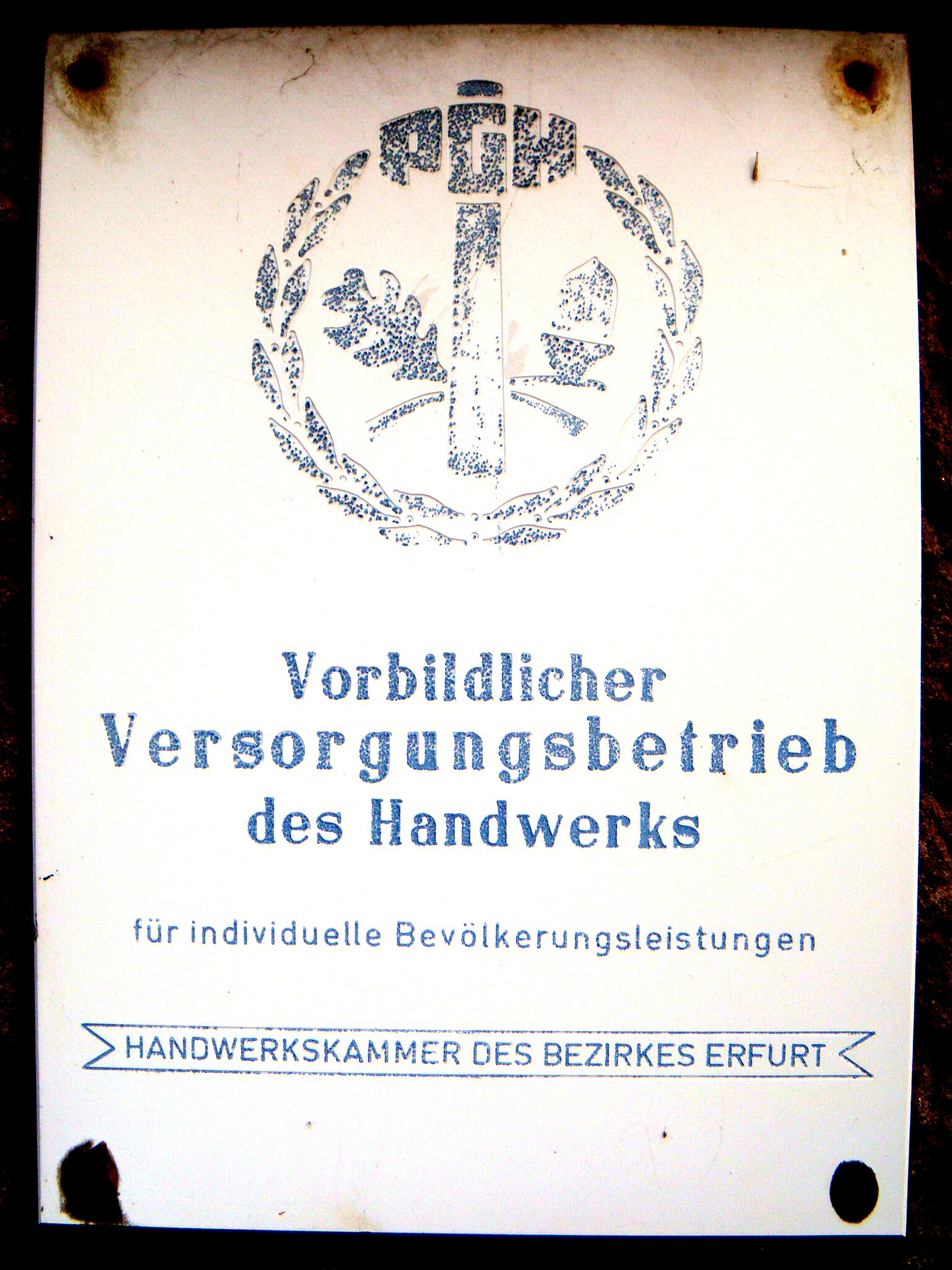
Ehrentafel einer ausgezeichneten PGH in Buttstädt

Eine Produktionsgenossenschaft des Handwerks (PGH) war in der Deutschen Demokratischen Republik (DDR) eine sozialistische Genossenschaft. Die Produktionsgenossenschaften entstanden im Handwerk als Alternative zu den privaten Firmen. Die Mitglieder waren Handwerker oder Gewerbetreibende mit Eintrag in der Handwerks- oder Gewerberolle. Zudem konnten auch deren Beschäftigte und mithelfende Ehepartner Mitglieder in einer PGH sein. Der Zusammenschluss beruhte auf einer freiwilligen, gemeinschaftlichen/kollektiven Arbeit innerhalb einer Produktionsgenossenschaft mit dem Ziel, durch den Zusammenschluss ein Gemeineigentum an den Produktionsmitteln zu bilden.

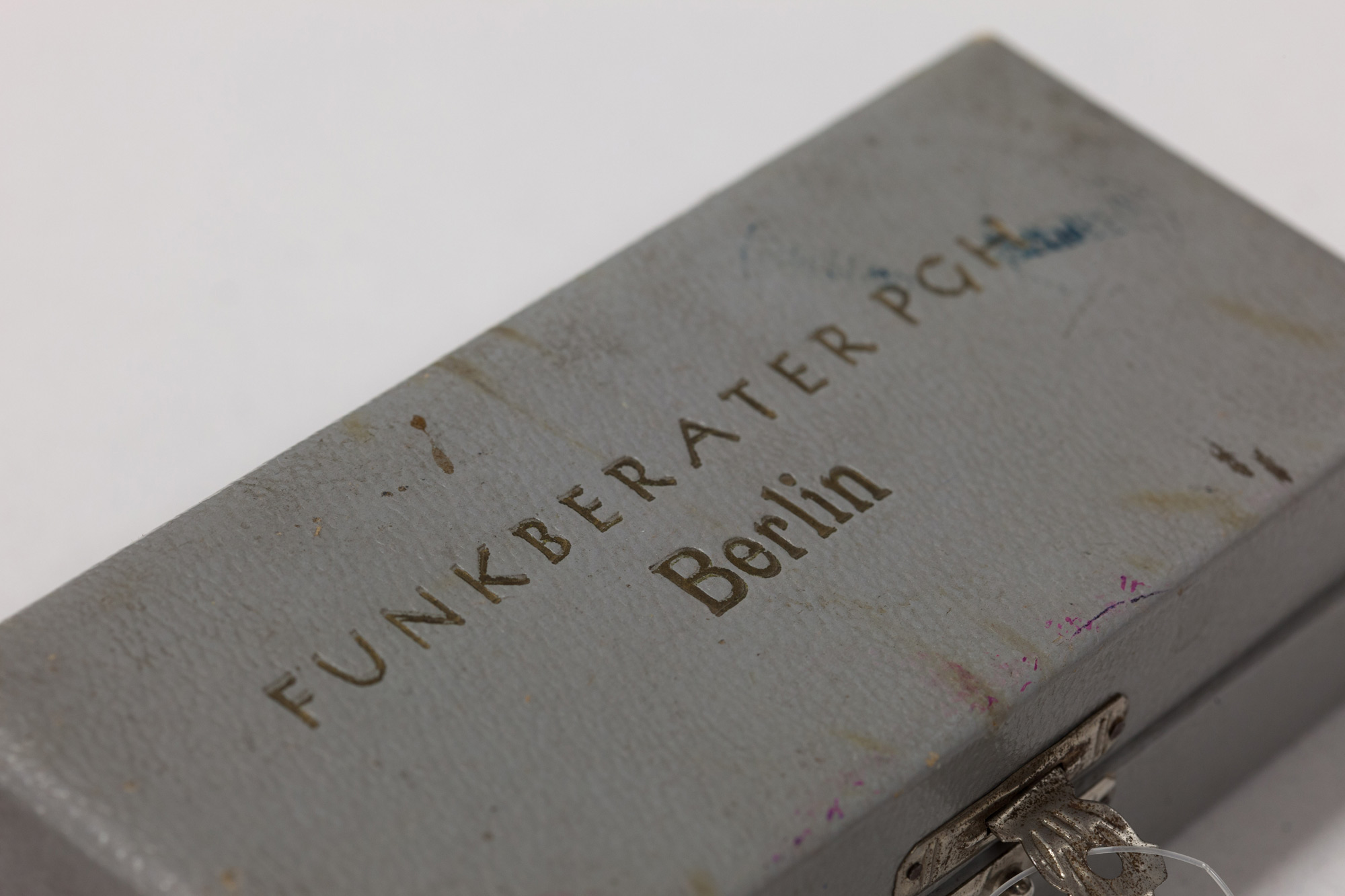
Mikrofonbehälter der Funkberater PGH

## Wirtschaftlicher Aspekt
Die genossenschaftliche Arbeit bzw. das Zusammenarbeiten in einer PGH sollte effizienter als eine individuelle Produktion sein. Dieses Ziel wurde allenfalls teilweise erreicht.
Viele wurden zu einem Beitritt zu einer PGH gezwungen oder genötigt. 1958 wurden die PGH zunächst von Steuerzahlungen durch die Staatsführung befreit, während die Steuern für das private Handwerk erhöht wurden. Dieses Gesetz entzog dem privaten Handwerk in der DDR zu einem großen Teil den wirtschaftlichen Boden und verursachte eine Beitrittswelle in die PGH. 1962 wurde die Steuerbefreiung für die Genossenschaften auf die ersten zwei Jahre nach Gründung beschränkt. Durch Rationalisierungseffekte, Spezialisierungen und Skalengewinne gelang den PGH in den 1960er Jahren jedoch ein Aufschwung. Die Umsätze entwickelten sich rascher als im privaten Handwerk und die PGH-Mitglieder verdienten überwiegend mehr als gelernte Industriearbeiter, was  die Partei- und Staatsorgane auf den Plan rief, die ungerechtfertigte (kapitalistische) Bereicherungen befürchteten. Zuvor hatte der Minister für Leichtindustrie nach dem VII. Parteitag der SED 1967 bereits kritisiert, dass Genossenschaftshandwerker weniger arbeiten müssten und mehr Urlaub bekämen als andere Werktätige.

## Geschichte
Die erste PGH der DDR wurde am 21. Juli 1952 durch acht Berliner Stuckateure gegründet.
Für verschiedene Handwerksberufe (beispielsweise im Bauwesen) waren seit dem Mittelalter ausgeübte Traditionen und Bräuche verbindlich, so zum Beispiel die Walz, eine Möglichkeit, um in anderen Regionen berufliche Fertigkeiten und Techniken kennenzulernen. In der DDR war diese Tradition bis auf wenige Ausnahmen nicht mehr möglich, an ihre Stelle setzte man staatliche Berufsschulen und Institute (z. B. Institute für Denkmalpflege) mit entsprechenden Kursangeboten. Wenige zentrale Ausbildungsstätten übernahmen die Ausbildung der Lehrlinge bis zum Meisterabschluss, die Aufnahme war oft reglementiert.
Auf dem VIII. Parteitag der SED 1971 wurde die Liquidation des so genannten „nicht-sozialistischen Sektors in Handel und Gewerbe“  beschlossen. Die Gründe dafür waren – angebliche – ungerechtfertigte Bereicherungen, die – angeblich – mangelnde Bereitschaft der PGH-Mitglieder, sich für den wissenschaftlich-technischen Fortschritt einzusetzen, und die Absicht, die sozialistischen Produktionsverhältnisse voranzubringen. Öffentlich nannte die Partei drei Gründe für die Liquidierung der Handwerksgenossenschaften:
1. Vernachlässigung der Reparaturen und Dienstleistungen für die Bevölkerung zugunsten der Industrieproduktion
2. Verlust der Handwerkseigenschaft, auf Grund gewinnorientierter Produktion in größerem Ausmaß
3. Produktion außerhalb der staatlichen Planungsorgane

Daraufhin sanken Umsatz und Beschäftigtenzahlen der PGH auf weniger als die Hälfte und die genossenschaftlichen Reparatur- und Serviceleistungen gingen im ganzen Land um jährlich 2,3 Milliarden Mark zurück. Schlussendlich wurden den Genossenschaften alle Privilegien entzogen und mit einem neuen Musterstatut wurden sie im Februar 1973 in die Zentralplanwirtschaft eingebunden, womit sie ihre Unternehmerfunktion und ihren Charakter als Genossenschaften einbüßten, was sie zu einem Zerrbild nach dem Muster
der Kolchosen machte. Fortan wurden die PGH-Mitglieder mit einer Lohnsteuer von 20 % (gegenüber 5 % der Industriearbeiter) diskriminiert, was zu rückläufigen Mitgliederzahlen in den 1980er Jahren führte.